# Guy Hendrix Dyas

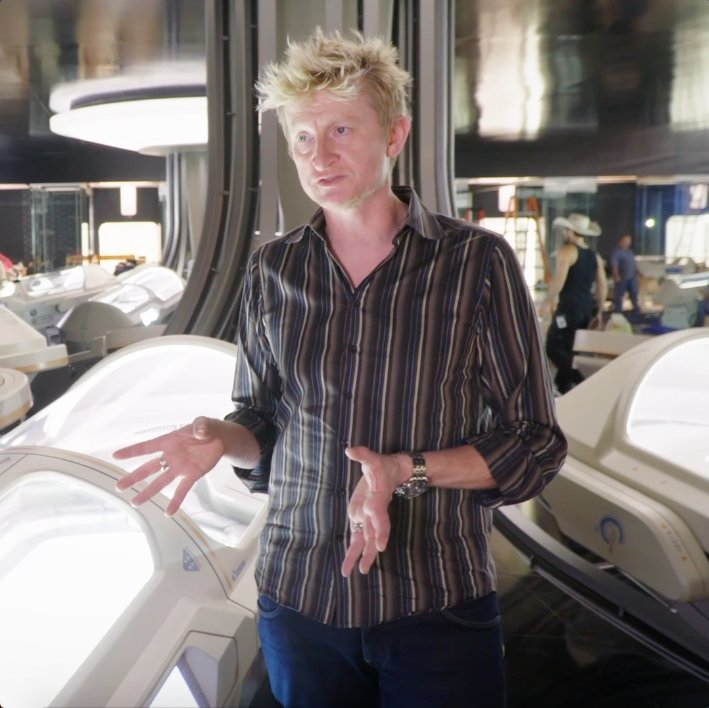
Guy Hendrix Dyas, 2019

Guy Hendrix Dyas (* 20. August 1968 in England) ist ein britischer Szenenbildner.
Nach seinem Studium am Royal College of Art in London, arbeitete er zunächst als Produktdesigner für Sony in Tokio. Einige seiner Entwürfe und Designs sind im Wakita Museum in Tokio, der Tanashima Galerie und im Design Museum in London ausgestellt.
Im Jahr 1993 zog er nach San Francisco, um bei der Firma Industrial Light & Magic als Artdirector zu arbeiten. Nachdem er für mehrere Filme als Illustrator gearbeitet hatte, bekam er 2003 seinen ersten Auftrag als Szenenbildner für den Film X-Men 2. 2011 brachten ihm seine Kulissen zu Christopher Nolans Science-Fiction-Thriller Inception eine erste Oscar-Nominierung ein, 2017 erhielt er eine weitere Nominierung für Passengers.
Guy Hendrix Dyas lebt abwechselnd in Großbritannien und den USA.

## Filmografie (Auswahl)
Art Department
- 1998: Armageddon – Das jüngste Gericht
- 1999: Wild Wild West
- 2000: The Cell
- 2001: Pearl Harbor
- 2003: Matrix Reloaded

Szenenbild
- 2003: X-Men 2
- 2005: Brothers Grimm
- 2006: Superman Returns
- 2007: Elizabeth – Das goldene Königreich
- 2008: Indiana Jones und das Königreich des Kristallschädels
- 2009: Agora – Die Säulen des Himmels
- 2010: Inception
- 2015: Blackhat
- 2015: Steve Jobs
- 2016: Passengers
- 2018: Der Nussknacker und die vier Reiche
- 2019: Gemini Man